# Championnat du Portugal féminin de football de deuxième division
Le Championnat du Portugal féminin de football de deuxième division, également connu sous le nom de II Divisão Nacional Femenino, est une compétition semi-professionnelle de deuxième division portugaise du football féminin. créée en 2005 sous l'égide de la Fédération portugaise de football. L'équipe la plus titrée est Odivelas, avec 2 titres.

## Palmarès[1]et statistiques

### Bilan par édition[2]
| Édition | Saison    | Champion                                                              | Vice-champion                                                         | Troisième                                                             |                              |                              |                              |                              |                              |
| Édition | Saison    | Champion                                                              | Vice-champion                                                         | Troisième                                                             | II Divisão Nacional Femenino | II Divisão Nacional Femenino | II Divisão Nacional Femenino | II Divisão Nacional Femenino | II Divisão Nacional Femenino |
| ------- | --------- | --------------------------------------------------------------------- | --------------------------------------------------------------------- | --------------------------------------------------------------------- | ---------------------------- | ---------------------------- | ---------------------------- | ---------------------------- | ---------------------------- |
| 1re     | 2005-2006 | AD Fonte Boa (1)                                                      | Aucune donnée connue à ce jour, votre aide est la bienvenue.          | Aucune donnée connue à ce jour, votre aide est la bienvenue.          |                              |                              |                              |                              |                              |
| 2e      | 2006-2007 | Odivelas (1)                                                          | Aucune donnée connue à ce jour, votre aide est la bienvenue.          | Aucune donnée connue à ce jour, votre aide est la bienvenue.          |                              |                              |                              |                              |                              |
| 3e      | 2007-2008 | Beira-Mar Almada (1)                                                  | Aucune donnée connue à ce jour, votre aide est la bienvenue.          | Aucune donnée connue à ce jour, votre aide est la bienvenue.          |                              |                              |                              |                              |                              |
| 4e      | 2008-2009 | Odivelas (2)                                                          | Cadima                                                                | UD Oliveirense                                                        |                              |                              |                              |                              |                              |
| 5e      | 2009-2010 | C.F. Benfica (1)                                                      | Vilaverdense FC                                                       | CD Feirense                                                           |                              |                              |                              |                              |                              |
| 6e      | 2010-2011 | Casa Povo Martim (1)                                                  | Escola de Futebol Feminino de Setúbal                                 | CD Feirense                                                           |                              |                              |                              |                              |                              |
| 7e      | 2011-2012 | Atlético Ouriense (1)                                                 | Fundação Laura Santos                                                 | SC Salgueiros                                                         |                              |                              |                              |                              |                              |
| 8e      | 2012-2013 | GD A-Dos-Francos (1)                                                  | Valadares Gaia                                                        | Viseu 2001 ADSC                                                       |                              |                              |                              |                              |                              |
| 9e      | 2013-2014 | Leixões SC (1)                                                        | Fundação Laura Santos                                                 | Viseu 2001 ADSC                                                       |                              |                              |                              |                              |                              |
| 10e     | 2014-2015 | Viseu 2001 ADSC (1)                                                   | Cadima                                                                | Os Belenenses                                                         |                              |                              |                              |                              |                              |
| 11e     | 2015-2016 | C.A.C Pontinha (1)                                                    | União Ferreirense                                                     | Vila FC                                                               |                              |                              |                              |                              |                              |
| 12e     | 2016-2017 | Quintajense (1)                                                       | Cadima                                                                |                                                                       |                              |                              |                              |                              |                              |
| 13e     | 2017-2018 | CS Marítimo (1)                                                       | Ovarense                                                              |                                                                       |                              |                              |                              |                              |                              |
| 14e     | 2018-2019 | Benfica Lisbonne (1)                                                  | SC Braga B                                                            |                                                                       |                              |                              |                              |                              |                              |
| 15e     | 2019-2020 | Saison interrompue et sans titre en raison de la pandémie de COVID-19 | Saison interrompue et sans titre en raison de la pandémie de COVID-19 | Saison interrompue et sans titre en raison de la pandémie de COVID-19 |                              |                              |                              |                              |                              |
| 16e     | 2020-2021 | Sporting CP B (1)                                                     | Vilaverdense FC                                                       |                                                                       |                              |                              |                              |                              |                              |
| 17e     | 2021-2022 | SF Damaiense (1)                                                      | C.F. Benfica                                                          | Racing Power FC                                                       |                              |                              |                              |                              |                              |
| 18e     | 2022-2023 | Racing Power FC (1)                                                   | Benfica Lisbonne B                                                    | Gil Vicente                                                           |                              |                              |                              |                              |                              |
| 19e     | 2023-2024 | Benfica Lisbonne B (1)                                                | Sporting CP B                                                         | GD Estoril-Praia                                                      |                              |                              |                              |                              |                              |
| 20e     | 2024-2025 | Vitória Guimarães (1)                                                 | Benfica Lisbonne B (1)                                                | Rio Ave FC                                                            |                              |                              |                              |                              |                              |

### Palmarès
| Rang | Clubs              | Titre(s) | Année(s)   |
| ---- | ------------------ | -------- | ---------- |
| 1    | Odivelas           | 2        | 2007, 2009 |
| 2    | AD Fonte Boa       | 1        | 2006       |
| 2    | Beira-Mar Almada   | 1        | 2008       |
| 2    | C.F. Benfica       | 1        | 2010       |
| 2    | Casa Povo Martim   | 1        | 2011       |
| 2    | Atlético Ouriense  | 1        | 2012       |
| 2    | GD A-Dos-Francos   | 1        | 2013       |
| 2    | Leixões SC         | 1        | 2014       |
| 2    | Viseu 2001 ADSC    | 1        | 2015       |
| 2    | C.A.C Pontinha     | 1        | 2016       |
| 2    | Quintajense        | 1        | 2017       |
| 2    | CS Marítimo        | 1        | 2018       |
| 2    | Benfica Lisbonne   | 1        | 2019       |
| 2    | Sporting CP B      | 1        | 2021       |
| 2    | SF Damaiense       | 1        | 2022       |
| 2    | Racing Power FC    | 1        | 2023       |
| 2    | Benfica Lisbonne B | 1        | 2024       |
| 2    | Vitória Guimarães  | 1        | 2025       |